# クロリンダ・ワーニー
クロリンダ・ワーニー（Clorinda Warny、1939 – 1978年）は、ベルギー出身のアニメーター、アニメーション監督。
ブリュッセルのスタジオで働き、1967年からNFB（カナダ国立映画庁）がフランスに設けたアニメーションスタジオで10年間働いた。叙情性、感情、女性らしさに満ちた多くの映画を監督した。NFBフランスは新しいアニメーションスタジオであり、そこで働きながら住んでいた経験の浅かった若い映画製作者たちにとって、ワーニーの知識は非常に重要であった。
1978年、『プレミアジャージ』に取り組んでいる間、39歳という若さで心臓発作により死去。死去したのはカナダのモントリオールである。
死後、作品がアヌシー国際アニメーション映画祭で審査員特別賞を受賞した。

## 作品
- Multiplication 1 （1971年）
- Multiplication 2 （1971年）
- Multiplication 3 （1971年）
- Petit Bonheur - NFB（カナダ国立映画庁）提供
- L'oeuf （1971年）
- Petit Bonheur （1972年）
- À qui appartient ce gage? （1973年）
- Premiers jours[3]